# غوردون هيندريكس
غوردون هيندريكس (بالإنجليزية: Gordon Hendricks)‏ هو مؤرخ أمريكي، ولد في 1917، وتوفي في 1980.